# Wereldkampioenschap schaken 1935
Het Wereldkampioenschap schaken 1935 was een tweekamp tussen titelverdediger Aleksander Aljechin en zijn uitdager, Max Euwe. Het toernooi vond plaats tussen 3 oktober en 15 december 1935 en bestond uit in totaal 30 schaakpartijen. De partijen werden gehouden in verschillende steden in Nederland. Max Euwe veroverde de wereldtitel.

## Achtergrond
Voor de Tweede Wereldoorlog werkte het Wereldkampioenschap schaken op basis van een uitdaagsysteem. De zittend wereldkampioen moest met een uitdager overeenkomen onder welke voorwaarden hij zijn wereldtitel op het spel wilde zetten. In februari 1934 kwamen Aljechin en Euwe overeen om het wereldkampioenschap te laten plaatsvinden vanaf oktober 1935. Dat zou echter alleen gelden als Aljechin de tweekamp met Efim Bogoljoebov om het Wereldkampioenschap schaken 1934 zou winnen. Zou Aljechin deze confrontatie verliezen, dan moest de match worden uitgesteld.
Voor de organisatie van het toernooi werd een comité samengesteld, bestaande uit Max Levenbach, G. van Dam, L.G. Eggink, Th. Liket en G. van Harten.
De officiële opening van het toernooi was op 2 oktober 1935 in het Carlton Hotel in Amsterdam. Bij deze plechtigheid kwamen veel hoogwaardigheidsbekleders opdraven: Minister van Onderwijs, Kunsten en Wetenschappen Jan Rudolph Slotemaker de Bruine, Burgemeester van Amsterdam Willem de Vlugt de consul van Frankrijk dhr. L.J.F. Judas, de voorzitter van de FIDE Alexander Rueb en de heer B.J. van Trotsenburg, voorzitter van de Nederlandse Schaakbond.

## Verloop van het toernooi
Afgesproken was dat de eerste deelnemer die ten minste zes partijen zou winnen en op meer dan 15 punten zou eindigen, zich zou kronen tot kampioen. Euwe begon het kampioenschap slecht met 5 nederlagen in de eerste 9 partijen. Hij wist het tij te keren en op voorsprong te komen.
De 30e partij, die op 15 december 1935 gespeeld werd in Theater Bellevue, stond op het punt om afgebroken te worden na 40 zetten. Aljechin bood echter bij de 40e zet remise aan. Euwe stond weliswaar 2 pionnen voor in een gewonnen stelling, maar Euwe accepteerde het aanbod en kroonde zich daarmee tot de nieuwe wereldkampioen.

## Scoretabel
|                    | Score | 1 | 2 | 3 | 4 | 5 | 6 | 7 | 8 | 9 | 10 | 11 | 12 | 13 | 14 | 15 | 16 | 17 | 18 | 19 | 20 | 21 | 22 | 23 | 24 | 25 | 26 | 27 | 28 | 29 | 30 |
| ------------------ | ----- | - | - | - | - | - | - | - | - | - | -- | -- | -- | -- | -- | -- | -- | -- | -- | -- | -- | -- | -- | -- | -- | -- | -- | -- | -- | -- | -- |
| Aleksandr Aljechin | 14½   | 1 | 0 | 1 | 1 | ½ | ½ | 1 | 0 | 1 | 0  | ½  | 0  | ½  | 0  | ½  | 1  | ½  | ½  | 1  | 0  | 0  | ½  | ½  | ½  | 0  | 0  | 1  | ½  | ½  | ½  |
| Max Euwe           | 15½   | 0 | 1 | 0 | 0 | ½ | ½ | 0 | 1 | 0 | 1  | ½  | 1  | ½  | 1  | ½  | 0  | ½  | ½  | 0  | 1  | 1  | ½  | ½  | ½  | 1  | 1  | 0  | ½  | ½  | ½  |